# Cynometra aurita
Cynometra aurita är en ärtväxtart som beskrevs av René Viguier. Cynometra aurita ingår i släktet Cynometra, och familjen ärtväxter. Inga underarter finns listade i Catalogue of Life.